# Benedict Neuenfels

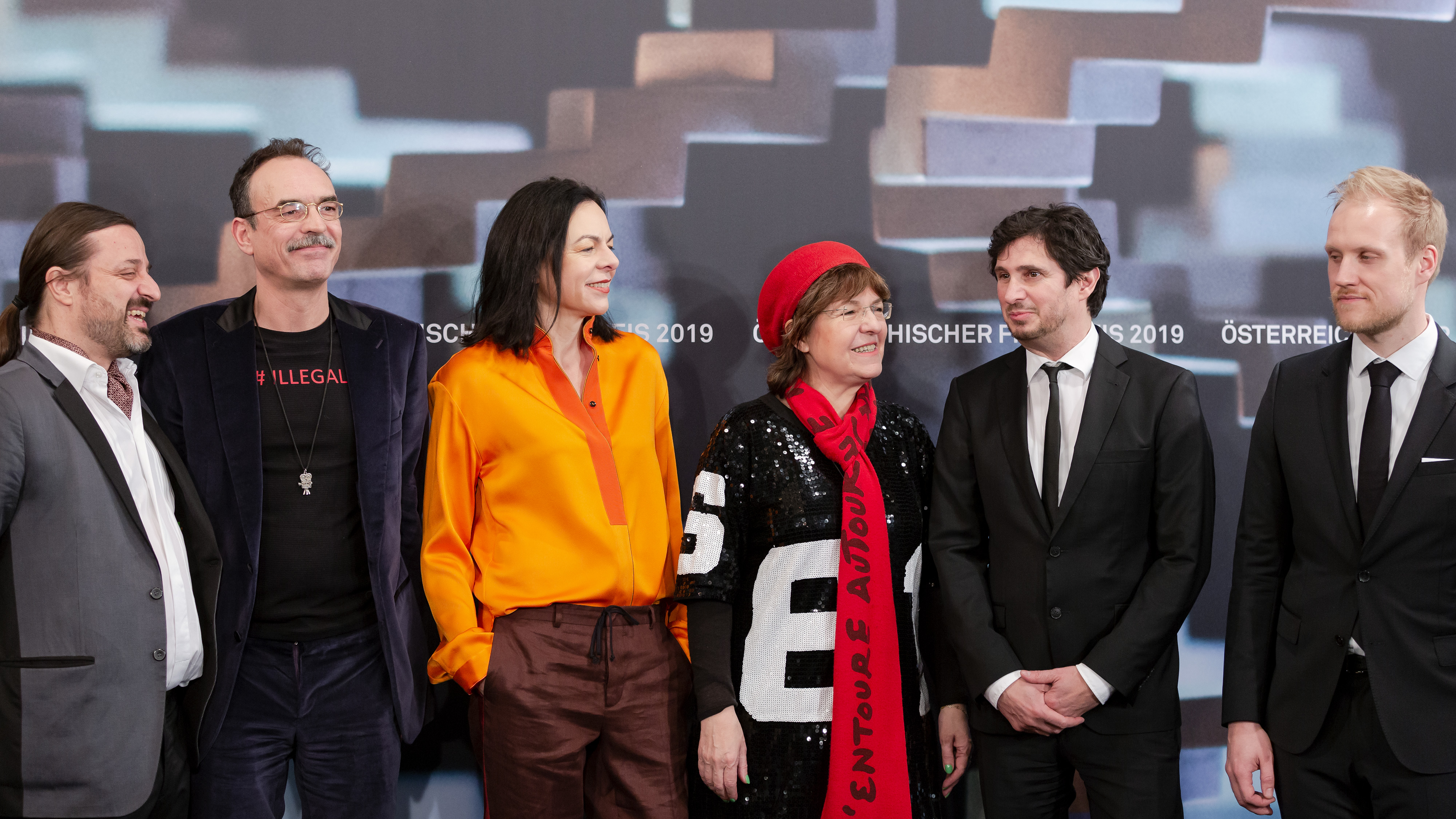
Benedict Neuenfels (2.v.l.) mit einem Teil des Filmteams von Styx (2019)

Benedict Neuenfels (* 11. März 1966 in Bern) ist ein deutscher Director of Photography. Früh hat er sich mit dieser internationalen Berufsbezeichnung identifiziert und lehnt bis heute die traditionelle deutsche Bezeichnung Kameramann ab.
Bekannt ist Neuenfels unter anderem für seine Zusammenarbeit mit den Regisseuren Dominik Graf und Stefan Ruzowitzky.

## Leben
Benedict Neuenfels kam in Bern als Sohn der Schauspielerin Elisabeth Trissenaar († 2024) und des Regisseurs Hans Neuenfels († 2022) zur Welt. Nach dem Abitur arbeitete er als Kameraassistent unter anderem bei Xaver Schwarzenberger in Ödipussi, Otto – Der Film, Momo und bei Robby Müller als zweiter Kameramann in Bis ans Ende der Welt. Von 1988 bis 1994 studierte er an der Deutschen Film- und Fernsehakademie Berlin (DFFB) zusammen mit Christian Petzold und anderen Vertretern der späteren Berliner Schule.
1988 gründete Neuenfels die Produktionsfirma Giselafilms und produzierte seitdem über ein Dutzend Theater- und Opernfilme, sowie Dokumentarfilme, Kurzfilme und Spielfilme. Seine erste Arbeit als eigenständiger Bildgestalter nach der Firmengründung war der 1988 erschienene Spielfilm Europa und der zweite Apfel unter der Regie seines Vaters Hans Neuenfels. 1992 erhielt er für den Film Die fliegenden Kinder, bei dem er auch als Produzent agierte, den Sonderpreis der Jury beim Filmfestival Max Ophüls Preis.
Seit 1996 lehrt er als Dozent für Bildgestaltung an zahlreichen Filmhochschulen, wie der Filmakademie Baden-Württemberg, der Deutschen Film- und Fernsehakademie Berlin, der HFF München, der Filmuniversität Babelsberg, sowie der Hamburg Media School.
Neuenfels wurde bereits mehrfach für den Deutschen Kamerapreis nominiert und erhielt die Auszeichnung für Deine besten Jahre (2000) und Lost Killers (2001), sowie für Homevideo (2011). Nachdem er schon 2007 mit Die Fälscher für den Deutschen Filmpreis nominiert war, gewann er im darauffolgenden Jahr mit Maria Schraders Bestsellerverfilmung Liebesleben nach dem Bayerischen Filmpreis auch den Deutschen Filmpreis in der Kategorie Beste Kamera/Bildgestaltung. Neuenfels war auch verantwortlich für die Bildgestaltung von Stefan Ruzowitzkys Film Die Fälscher, der 2008 den Oscar als Bester ausländischer Film gewann.
2013 wurde er zum 6. Mal beim Deutschen Kamerapreis für seine Arbeit geehrt, dieses Mal für den Spielfilm Das Wochenende der Regisseurin Nina Grosse. 2017 bekam er für seine Bildgestaltung des Actionthrillers Die Hölle – Inferno eine Romy verliehen. 2018 erfuhr der Flüchtlings-Thriller Styx, den Regisseur Wolfgang Fischer, Produzent Marcos Kantis und Benedict Neuenfels nach mehrjähriger Vorbereitung im Herbst 2017 fast ausschließlich im maltesisch-libyschen Meer realisiert haben, weltweite Resonanz und erhielt vielfache Auszeichnungen, unter anderen den Deutschen Menschenrechts-Filmpreis 2018 und den Deutschen Filmpreis in Silber 2019. Neuenfels erhielt darüber hinaus den Bayerischen Filmpreis und den Deutschen Filmpreis 2019 für seine Arbeit an STYX. 2019 wurde er zum 7. Mal beim Deutschen Kamerapreis ausgezeichnet, diesmal mit dem Ehrenpreis für sein gesamtes Schaffen.
Neuenfels ist Mitglied der Deutschen Filmakademie, der Akademie des Österreichischen Films, und der Europäischen Filmakademie sowie im Berufsverband Kinematografie.
Benedict Neuenfels hat seinen Wohnsitz in Berlin.

## Filmografie (Auswahl)
- 1988: Europa und der zweite Apfel – Regie: Hans Neuenfels
- 1990: Das blinde Ohr der Oper – Regie: Hans Neuenfels
- 1992: Die fliegenden Kinder – Regie: Torsten C. Fischer
- 1992: Jenseits der Schatten – Regie: Ralf Zöller
- 1993: Morlock – Die Verflechtung – Regie: Dominik Graf
- 1993: Ins Leere – Regie: Astrid Johanna Ofner
- 1993: Les images d’ailleurs – Bilder von anderswo – Regie: Ralf Zöller
- 1993: Meine Sterne und meine Himmel – Regie: Ralf Zöller
- 1993: Neues Deutschland – Regie: Philipp Gröning
- 1994: Frauen sind was Wunderbares – Regie: Sherry Hormann
- 1995: Bunte Hunde – Regie: Lars Becker
- 1996: Landgang für Ringo (Fernsehfilm) – Regie: Lars Becker
- 1995: Tatort – Frau Bu lacht – Regie: Dominik Graf
- 1996: Sperling – Sperling und das Loch in der Wand – Regie: Dominik Graf
- 1997: Doktor Knock (Fernsehfilm) – Regie: Dominik Graf
- 1997: Der Skorpion (Fernsehfilm) – Regie: Dominik Graf
- 1998: Mein großer Freund (Fernsehfilm) – Regie: Marianne Lüdcke
- 1998: Frau Rettich, die Czerni und ich – Regie: Markus Imboden
- 1999: Deine besten Jahre (Fernsehfilm) – Regie: Dominik Graf
- 1999: Der diskrete Charme des Hans Magnus Enzensberger – Regie: Ralf Zöller
- 1999: Lonesome – Regie: Elke Rosthal
- 2000: Lost Killers – Regie: Dito Tsintsadze
- 2000: Ich bin Keiner von uns – Regie: Ralf Zöller
- 2001: Der Felsen – Regie: Dominik Graf
- 2002: Bloch – Schwarzer Staub – Regie: Ed Herzog
- 2002: Olgas Sommer – Regie: Nina Grosse
- 2003: Sie haben Knut – Regie: Stefan Krohmer
- 2003: Tatort – Dschungelbrüder – Regie: Lars Becker
- 2004: Cowgirl – Regie: Mark Schlichter
- 2004: 21 Liebesbriefe (Fernsehfilm) – Regie: Nina Grosse
- 2006: Der Mann von der Botschaft – Regie: Dito Tsintsadze
- 2006: Der Rote Kakadu – Regie: Dominik Graf
- 2007: Liebesleben – Regie: Maria Schrader
- 2007: Die Fälscher – Regie: Stefan Ruzowitzky
- 2007: Auf dem Vulkan (Fernsehfilm) – Regie: Claudia Garde
- 2008: Anonyma – Eine Frau in Berlin – Regie: Max Färberböck
- 2008: Hans Magnus Enzensberger, ma vie – Regie: Irene Dische
- 2009: Tatort – Mit ruhiger Hand – Regie: Maris Pfeiffer
- 2009: 24h Berlin – Ein Tag im Leben
- 2009: Villalobos – Regie: Romuald Karmakar
- 2010: Valerie – Regie: Josef Rusnak
- 2010: Mahler auf der Couch – Regie: Percy Adlon, Felix Adlon
- 2011: Die fremde Familie (Fernsehfilm) – Regie: Stefan Krohmer
- 2011: Homevideo (Fernsehfilm) – Regie: Kilian Riedhof
- 2012: Weil ich schöner bin – Regie: Frieder Schlaich
- 2012: Riskante Patienten (Fernsehfilm) – Regie: Stefan Krohmer
- 2012: Das Wochenende – Regie: Nina Grosse
- 2013: 24h Jerusalem – Ein Tag im Leben – Regie: Volker Heise
- 2013: Tatort – Borowski und der Engel – Regie: Andreas Kleinert
- 2013: Das radikal Böse – Regie: Stefan Ruzowitzky
- 2014: Zorn – Tod und Regen (Fernsehreihe)
- 2014: Schönefeld Boulevard – Regie: Sylke Enders
- 2015: Mädchen im Eis – Regie: Stefan Krohmer
- 2016: Der Fall Barschel – Regie: Kilian Riedhof
- 2017: Die Hölle – Inferno – Regie: Stefan Ruzowitzky
- 2017: Tatort: Borowski und das dunkle Netz – Regie: David Wnendt
- 2018: Styx – Regie: Wolfgang Fischer
- 2018: Patient Zero – Regie: Stefan Ruzowitzky
- 2019: 8 Tage – Regie: Stefan Ruzowitzky, Michael Krummenacher
- 2020: Narziss und Goldmund – Regie: Stefan Ruzowitzky
- 2021: Ich bin dein Mensch – Regie: Maria Schrader
- 2021: Hinterland – Regie: Stefan Ruzowitzky
- 2022: In einem Land, das es nicht mehr gibt – Regie: Alrun Goette
- 2023: Stella – Ein Leben – Regie: Kilian Riedhof

## Auszeichnungen
- 1990: Lobende Erwähnung  beim Deutschen Kamerapreis für Europa und der zweite Apfel
- 1992: Sonderpreis der Jury beim Filmfestival Max Ophüls Preis für Die fliegenden Kinder
- 1992: Sonderpreis der Jury beim Internationalen Filmfest Tokyo für Felix
- 1994: Förderpreis der Filmstiftung NRW  für Les images d’ailleurs – Bilder von Anderswo
- 1994: Sonderpreis „für Innovation und Bildsprache“ des Internationalen Filmfestivals Bilbao für den Kurzfilm Flut
- 1996: RTL Goldener Löwe in der Kategorie Bildgestaltung für Frau Bu lacht
- 1997: Adolf-Grimme-Preis für Sperling und das Loch in der Wand
- 2000: Deutscher Kamerapreis für Deine besten Jahre
- 2001: Deutscher Kamerapreis für Lost Killers
- 2007: Bayerischer Filmpreis für Liebesleben
- 2008: Deutscher Filmpreis für Liebesleben
- 2011: Deutscher Kamerapreis für Homevideo
- 2011: Deutscher Fernsehpreis für Homevideo
- 2011: David Award in der Kategorie Best Author of Cinematography beim Warsaw Jewish Filmfestival für die Bildgestaltung von Mahler auf der Couch[7]
- 2011: Sonderpreis beim Fernsehfilm-Festival Baden-Baden für eine innovative und stilbildende Bildgestaltung bei den Filmen Homevideo und Die fremde Familie
- 2012: Grimme-Preis für Homevideo
- 2013: Deutscher Kamerapreis für Das Wochenende
- 2017: Romyverleihung 2017 – Auszeichnung in der Kategorie Beste Bildgestaltung Kinofilm für Die Hölle – Inferno
- 2018: Internationales Filmfest Emden-Norderney – Creative Energy Award für Styx[8]
- 2018: Valletta Film Festival – Best Cinematographer für Styx[9]
- 2018: Bayerischer Filmpreis für die Bildgestaltung von Styx
- 2019: Deutscher Filmpreis: Beste Kamera/Bildgestaltung für Styx.
- 2019: Deutscher Kamerapreis (Lebenswerk-„Ehrenpreis“)[10]
- 2021: Neunkirchener Preis des Oberbürgermeisters beim Günter-Rohrbach-Filmpreises für Ich bin dein Mensch
- 2023: Marburger Kamerapreis[11]